# Appartenance (mathématiques)
Pour les articles homonymes, voir appartenance.
Ne pas confondre avec la relation d'inclusion.
« ∈ » redirige ici. Pour l'œuvre de Jacques Roubaud, voir ∈ (recueil de poèmes).

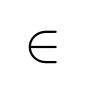
Le symbole de l'appartenance.

En mathématique ensembliste, l’appartenance est une relation entre un élément et un ensemble, et également par abus de notations une relation entre un objet et une classe.
On écrit {\displaystyle x\in E} pour signifier que l'élément {\displaystyle x} appartient à l'ensemble {\displaystyle E}, ou que l'objet {\displaystyle x} appartient à la classe {\displaystyle E}.
L'axiome d'extensionnalité donne un rôle important à la relation d'appartenance, car elle permet de caractériser un ensemble par les éléments qui lui appartiennent. L'axiome de fondation énonce que la relation d'appartenance est bien fondée, ce qui interdit notamment qu'un ensemble puisse être élément de lui-même. L'appartenance n'est ni symétrique, ni transitive, ni réflexive.

## Notation et terminologie

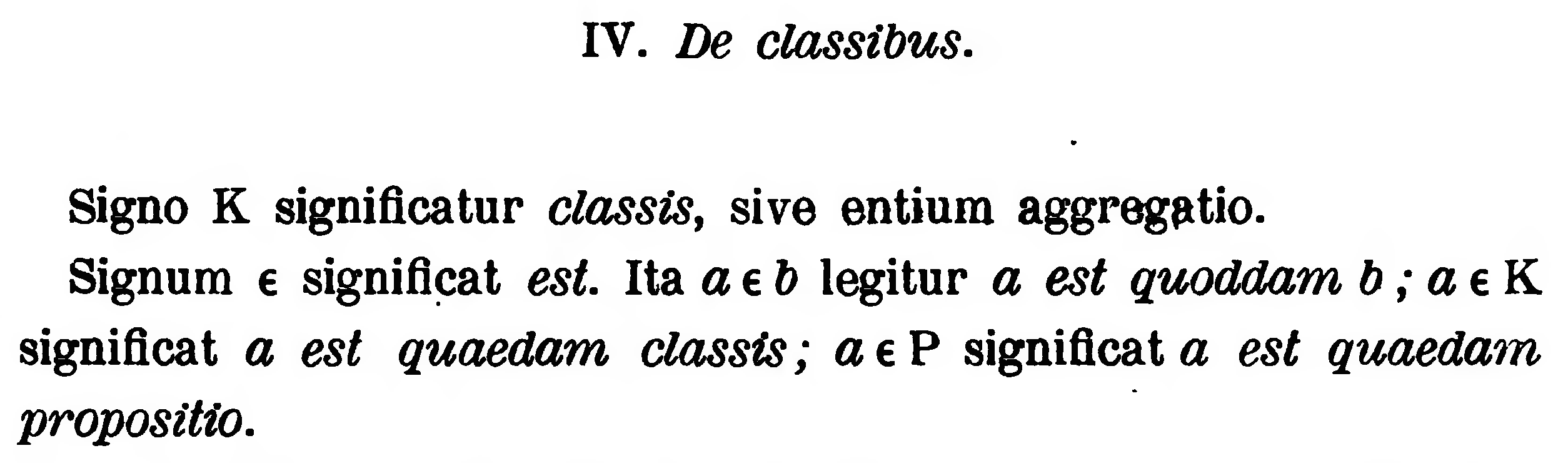
Première utilisation de ϵ par Giuseppe Peano.

Le symbole {\displaystyle \in } a été introduit par Giuseppe Peano en 1889 dans Arithmetices principia, nova methodo exposita (en) (page X) : 

« Signum ϵ significat est. Ita a ϵ b legitur a est quoddam b ; ... »

Il s'agit d'un epsilon, première lettre de la troisième personne du singulier ἐστί du verbe « être » en grec ancien. Sa graphie correspond à celle répandue en Europe continentale à l'époque de Peano. Cependant Peano utilisera aussi le symbole ε.
La relation {\displaystyle x\in E} se lisait ainsi à l'origine « {\displaystyle x} est un {\displaystyle E} ». Cette formulation subsiste aujourd'hui dans une certaine mesure, par exemple lorsque l'on traduit {\displaystyle n\in \mathbb {N} } par « {\displaystyle n} est un entier naturel ».
Dans le cas général {\displaystyle x\in E} se lit de nos jours « {\displaystyle x} appartient à {\displaystyle E} », « {\displaystyle x} est un élément de {\displaystyle E} », ou « {\displaystyle x} est dans {\displaystyle E} ».
La relation réciproque {\displaystyle E\ni x}, moins utilisée, se lit « {\displaystyle E} contient {\displaystyle x} », « {\displaystyle E} comprend {\displaystyle x} », ou « {\displaystyle E} possède {\displaystyle x} ». Le terme contient présente le désavantage d'être ambigu, pouvant également désigner l'inclusion. Utiliser possède, comme le recommande Gérard Debreu en soulignant que possède est le symétrique naturel de appartient, élude ce problème. D'autres auteurs, tels que Paul Halmos ou George Boolos, recommandent plutôt d'utiliser systématiquement « {\displaystyle E} contient {\displaystyle x} » pour traduire {\displaystyle E\ni x}, et « {\displaystyle E} inclut {\displaystyle X} » pour {\displaystyle E\supseteq X}. Enfin, la plupart des auteurs, dont par exemple Nicolas Bourbaki, n'utilisent tout simplement pas cette relation réciproque, tournant systématiquement leurs phrases de façon à pouvoir utiliser « {\displaystyle x} appartient à {\displaystyle E} » ou « {\displaystyle x} est un élément de {\displaystyle E} ».
En LaTex : {\displaystyle x\in E} s'écrit en utilisant la commande « \in », signifiant dans en anglais ; {\displaystyle E\ni x} s'écrit en utilisant l'une des commandes équivalentes « \ni » et « \owns », respectivement un « \in » inversé et possède en anglais.
Dans le langage de programmation Haskell qui admet une définition de listes en compréhension, l'appartenance se note <-.

## Première approche
La définition historique donnée par Cantor en 1895 est :

« Un ensemble est une collection {\displaystyle M} d'objets issus de notre intuition ou de notre pensée (que nous appellerons éléments de {\displaystyle M}), considérée comme un tout. »

Par exemple, si {\displaystyle M=\{1,2,3\}}, alors {\displaystyle 1}, {\displaystyle 2} et {\displaystyle 3} sont les éléments de {\displaystyle M}. Ils appartiennent à {\displaystyle M}.
On prendra garde à ne pas confondre « élément » et « sous-ensemble ». Dans l'exemple qui précède, {\displaystyle \{1,2\}} et {\displaystyle \{3\}} sont parmi d'autres des sous-ensembles de {\displaystyle M} mais n'en sont pas des éléments. Ils n'appartiennent donc pas à {\displaystyle M}, au même titre que {\displaystyle 7} ou {\displaystyle \pi }.

## Approcheformelle
Les exposés contemporains de la théorie des ensembles la décrivent comme une théorie égalitaire du premier ordre comportant outre l'égalité = un seul prédicat binaire, l'appartenance {\displaystyle \in }. Dans cette approche, la phrase « x est élément de M » n'est que la verbalisation de la formule {\displaystyle x\in M}.
Le formalisme le plus généralement admis est celui de Zermelo-Fraenkel.
Felix Hausdorff relève que cette approche ne constitue pas une définition à partir d'un concept antérieur, mais est un point de départ pour la formalisation d'une grande partie des mathématiques :

« on pourra objecter qu'on a défini idem per idem voire obscurum per obscurius. Il faut considérer qu'il n'y a pas là une définition mais un procédé d'exposition, une référence à un concept primitif familier à tous […]. »

## Éléments d'ensembles, éléments de classes
Dans l'expression « x est élément de M », la lettre M désigne souvent un ensemble. C'est notamment ce que suppose la présentation formelle donnée plus haut, où cette expression est notée {\displaystyle x\in M}.
Une théorie trop naïve des ensembles conduisant à des paradoxes fameux, comme celui créé par l'ensemble de tous les ensembles, il est parfois utile de considérer une relation d'appartenance d'un élément x à un objet M qui  n'est pas un ensemble mais une classe. C'est par exemple le cas en théorie des catégories ; dans ce dernier contexte, toutefois, on utilise plutôt l'expression :  « x  est un "objet" de M ».
Dans le formalisme des classes de la théorie la plus couramment utilisée, la théorie des ensembles de Zermelo-Fraenkel, les classes s'identifient à des prédicats unaires du langage. Dire que x est élément de la classe M correspondant au prédicat P, c'est simplement une autre façon de dire que P(x) est vrai.

## Symbole d'appartenance
Le symbole d'appartenance « ∈ » est un symbole mathématique introduit par Giuseppe Peano pour l'appartenance en théorie des ensembles. Sa graphie correspond à celle de la lettre grecque epsilon en Europe continentale à cette époque.
Il en existe une version minuscule et une version barrée, et ces trois caractères ont également un codage Unicode renversé de droite à gauche.
| Nom                           | Unicode | Unicode | HTML    | LaTeX                     | LaTeX                |
| ----------------------------- | ------- | ------- | ------- | ------------------------- | -------------------- |
| appartient à                  | Oo∈Oo   | U+2208  | &isin;  | {\displaystyle \in }      | \in                  |
| n'appartient pas à            | Oo∉Oo   | U+2209  | &notin; | {\displaystyle \notin }   | \notin               |
| petit appartient à            | Oo∊Oo   | U+220A  |         |                           |                      |
| contient comme élément        | Oo∋Oo   | U+220B  | &ni;    | {\displaystyle \ni }      | \ni ou \owns         |
| ne contient pas comme élément | Oo∌Oo   | U+220C  |         | {\displaystyle \not \ni } | \not\ni ou \not\owns |
| petit contient comme élément  | Oo∍Oo   | U+220D  |         |                           |                      |

Ce symbole est repris comme titre du recueil de poésie ∈ publié par Jacques Roubaud en 1967. Pour l'auteur, il est aussi « par extension, symbole de l'appartenance au monde de « l'être au monde ». »